# والتر إيزيلن
والتر إيزيلن هو لاعب كرة قدم ومدرب كرة قدم سويسري، ولد في 21 سبتمبر 1953 في زيورخ في سويسرا.

## وصلات خارجية
- والتر إيزيلن على موقع قاعدة بيانات كرة القدم.إي يو (الإنجليزية)
- والتر إيزيلن على موقع عالم كرة القدم.نت (الإنجليزية)